# Henotesia ochracea
Henotesia ochracea är en fjärilsart som beskrevs av Percy I. Lathy 1906. Henotesia ochracea ingår i släktet Henotesia och familjen praktfjärilar. Inga underarter finns listade i Catalogue of Life.